# Divadlo na okraji
Divadlo na okraji byl divadelní soubor, působící v letech 1972–1987 v Praze na Malé Straně v podzemních prostorách klubu Rubín (dnešní A studio Rubín v "Domě U tří zlatých hvězd", Malostranské náměstí 9, Praha 1). Vedoucí osobností byl režisér Zdeněk Potužil. V srpnu 2011 bylo divadlo obnoveno.

## Historie
Soubor založili Zdeněk Potužil, Miki Jelínek a Petr Matějů v roce 1969 na pražské Bořislavce jako divadlo poezie. Okolo roku 1974 se soubor profesionalizoval. V roce 1987 z podnětu Zdeňka Potužila divadlo svou činnost ukončilo.

## Režiséři
- Zdeněk Potužil
- Evald Schorm
- Svatopluk Vála
- Pavel Šváb
- Petr Koliha

## Scénograf
- Jiří Benda

## Výtvarná spolupráce
- Pavel Šváb

## Hudba
- Miki Jelínek

## Herci
- Zdeněk Dušek
- Radka Fidlerová
- Zdena Hadrbolcová
- Iva Hüttnerová
- Miki Jelínek
- Petr Lepša
- Lenka Machoninová
- Ladislav Matějček
- Petr Matějů
- Ondřej Pavelka
- Jana Pehrová
- Radan Rusev
- Eva Salzmannová
- Dana Vacková
- Luboš Veselý

## Představení
- Comte de Lautréamont: Zpěvy Maldororovy, 1969
- Karel Hlaváček: Měl něhu jejich kroků, 1969
- Alexander Blok: Dvanáct, 1970
- Karel Hynek Mácha: Máj, 1971
- Ivan Bunin: Studený úžeh, 1975, režie: Evald Schorm
- Lucius Annaeus Seneca: ... aneb Faidra, režie: Evald Schorm, 1977
- Jan Weiss: Dům o tisíci patrech, premiéra: únor 1978
- William Shakespeare: : Othello, 1979, režie: Evald Schorm
- Jiří Šotola: Kuře na rožni, premiéra: leden 1979
- Všech svátek : monology I, režie: Evald Schorm, 1980
  - Jorge Luis Borges: Evangelium podle Marka
  - Jasuši Inoue: Lovecká puška (The Hunting Gun, 猟銃)
  - Octavio Paz: Všech svatých – svátek mrtvých
- William Shakespeare: Romeo a Julie, překlad Erik Adolf Saudek, 1981
- Ach kdybyste věděli s jak okouzlující ženou jsem se seznámil v Jaltě, dramatizace textů Antona Pavloviče Čechova: Zdena Hadrbolcová, 1981, režie: Evald Schorm
- Johann Wolfgang von Goethe: Faust, překlad Olga Mašková, premiéra: říjen 1984 (kvůli prostorové náročnosti hráno v Juniorklubu na Chmelnici)
- Anton Pavlovič Čechov: Višňový sad, překlad Leoš Suchařípa, premiéra 26. února 1987[1], režie: Petr Koliha[2]
- Bohumil Hrabal: Postřižiny
- Bohumil Hrabal: Post-Postřižiny, režie: Svatopluk Vála
- Nikolaj Leskov: Labuť, která škrtí (Lady Macbeth Mcenského újezdu)
- Jack London: Návod, jak hledat zlato
- Vladimír Páral: Knedlíkové radosti (Mladý muž a bílá velryba)
- Jaroslav Hašek: Švejci
- Michail Bulgakov: Maestro! (Mistr a Markéta), režie: Svatopluk Vála
- Miki Jelínek: Důvěřivé smlouvání s osudem
- Nikolaj Vasiljevič Gogol: Revizor
- Miki Jelínek: Sladce a moudře, 1998–2000,ČeskoSlovenská Scéna Praha [3] Divadlo Rokoko; 2002, Café Teatr Černá labuť Praha [4]

## Obnovení divadla
V srpnu 2011 Zdeněk Potužil divadlo obnovil. V lednu 2012 byla založena obecně prospěšná společnost Divadlo na okraji. Členy divadla jsou: Zdeněk Dušek, Alena Mihulová, Miroslav Pánek, Marek Ronec a další hosté. Představení:
- 2012 Náš tatínek má vždycky pravdu kolektivní improvizace na motivy Ivana Bílého & Bronislava Smolíka, režie: Zdeněk Potužil, premiéra: 10. ledna 2012
- 2013 Pavel Bušta: expres praha radotín, režie: Zdeněk Potužil, premiéra: 10. ledna 2013
- 2013 Křest Uršuly Klukové a Zdeňka Duška, režie: Zdeněk Potužil, premiéra: 22. února 2013